# 島津かおる
島津 かおる（しまづ かおる、1972年2月23日 - ）は、日本のAV女優。ティーパワーズ所属。

## 略歴
2016年5月にAVデビュー。

## 人物
滋賀県出身。
趣味はショッピング。
デビュー時はJカップとしていたが、当時からJカップのブラジャーでははみ出す状態だった。現在はKカップのブラジャーを愛用しているが、それでも収まっていない。
娘がおり、ツイッターで娘の話題を上げることがある。

## 作品

### アダルトDVD
2016年
- 初撮り熟女（5月19日、グローリークエスト）
- 近親相姦 爆乳風呂（8月18日、センタービレッジ）
- 近親相姦レ○プ（8月19日、婦人社）
- 熟女全身性処理裸体（9月19日、婦人社）
- 一流のおば様ナンパ セレブ美熟女中出しJAPAN 18（11月10日、ホットエンターテイメント）

2017年
- 僕と叔母さんの近親相姦生活（1月25日、セレブの友）
- 熟女を底なしにイカせるとどうなるか実験してみた!!（6月13日、セレブの友）
- 熟女3人ノンストップ レズビアンSEX（7月25日、セレブの友）
- ド淫乱過ぎる熟女に媚薬を飲ませてみた。（8月13日、セレブの友）
- 人気AV女優限定! 無礼講すぎる大乱交合コン 四十路熟女編（8月25日、セレブの友）
- だらしない体の義母が義息子達に禁断の筆下ろし性教育（9月25日、セレブの友）
- 初アナル解禁! 島津かおる中出し3連発（10月13日、セレブの友）
- 大阪のおばちゃんのえぐい淫語レズ（11月25日、セレブの友）
- 関西弁 爆乳熟女2人に飼われている従順な男たち（12月25日、セレブの友）

2018年
- 島津かおる 8時間ベスト（1月25日、セレブの友）※ベスト版
- 僕を誘惑するカノジョの母親（2月13日、セレブの友）
- 爆乳×爆尻レズビアン（3月13日、セレブの友）
- ノンストップ凌辱 15（6月25日、セレブの友）
- 島津かおるの下品すぎる関西弁4SEX（7月25日、セレブの友）
- 貧乏母子家庭の巨乳義母と息子の近親相姦（8月25日、セレブの友）
- 感じすぎていっぱいおもらし ごめんなさい… 13（9月13日、セレブの友）
- 義理の息子 うまなみの義理の息子にめろめろにされた義母（10月25日、タカラ映像）
- この世は男と女だけ スケベ過ぎた妻（12月13日、タカラ映像）

2019年
- 滋賀で稲を刈っていた美乳美尻のお母さんはスンゲェ淫乱!（1月7日、ルビー）
- 島津かおる まるごと完全収録 1162分BEST（1月25日、セレブの友）※ベスト版
- 若い男を見境なく誘ってチ○ポに跨るド淫乱おばちゃん4SEX（2月25日、セレブの友）
- きっかけは…旦那の為、息子の為とは言っても、今では自分の快感のため? それでも花弁は濡れちゃう人妻たちはなんとも美しい!（3月22日、キネマ座）
- 島津かおる 人生初・そして最初で最後の黒人解禁FUCK!!（3月25日、セレブの友）
- お義母さん、にょっ女房よりずっといいよ…（4月11日、タカラ映像）
- 翔田千里×加山なつこ×島津かおる×音羽文子 豊満熟女が夢のレズ共演! お漏らし連発の同性愛大乱交（6月25日、セレブの友）
- はだかの訪問介護士（7月1日、プラネットプラス）
- 淫乱すぎる豊満熟女優たちとSEX合コンしてみました（7月25日、セレブの友）
- 婿に抱かれた義母（8月8日、タカラ映像）
- 娘婿の朝勃ちペ○スに欲情する未亡人義母（8月9日、なでしこ）
- 熟女レズ 舐められ揉みしだかれる巨乳（10月7日、ルビー）
- 姑の卑猥過ぎる巨乳を狙う娘婿（10月17日、クローリークエスト）
- ニッポンの人妻たち 第二処女喪失ドキュメント シーズン2 〜わたし。生まれ変わります〜（10月25日、キネマ座）

2020年
- 三世代 近親相姦 Ⅱ（4月16日、クローリークエスト）

## 出演

### テレビ
- 魚拓と成瀬のツキとスッポンぽん #285,#286（2020年2月16日,23日、パチ・スロ サイトセブンTV）[3]。